# Mejor jugadora de Europa del siglo según la IFFHS
La Federación Internacional de Historia y Estadística de Fútbol (IFFHS) eligió a la mejor jugadora de Europa del siglo.
La elección fue realizada por especialistas deportivos de la IFFHS. Tenía como finalidad reconocer a la mejor jugadora de Europa del siglo. La jugadora alemana Heidi Mohr fue la ganadora.

## Ranking final
| Posición | Futbolista          | Nacionalidad | Puntos |
| -------- | ------------------- | ------------ | ------ |
| 1        | Heidi Mohr          | Alemania     | 159    |
| 2        | Carolina Morace     | Italia       | 156    |
| 3        | Pia Sundhage        | Suiza        | 154    |
| 4        | Heidi Støre         | Noruega      | 152    |
| 5        | Linda Medalen       | Noruega      | 148    |
| 6        | Silvia Neid         | Alemania     | 146    |
| 7        | Helge Riise         | Noruega      | 72     |
| 8        | Elisabeth Leidinge  | Suiza        | 63     |
| 9        | Elisabetta Vignotto | Italia       | 58     |
| 10       | Gunn Nyborg         | Noruega      | 52     |